# Slag bij Gijzenzele

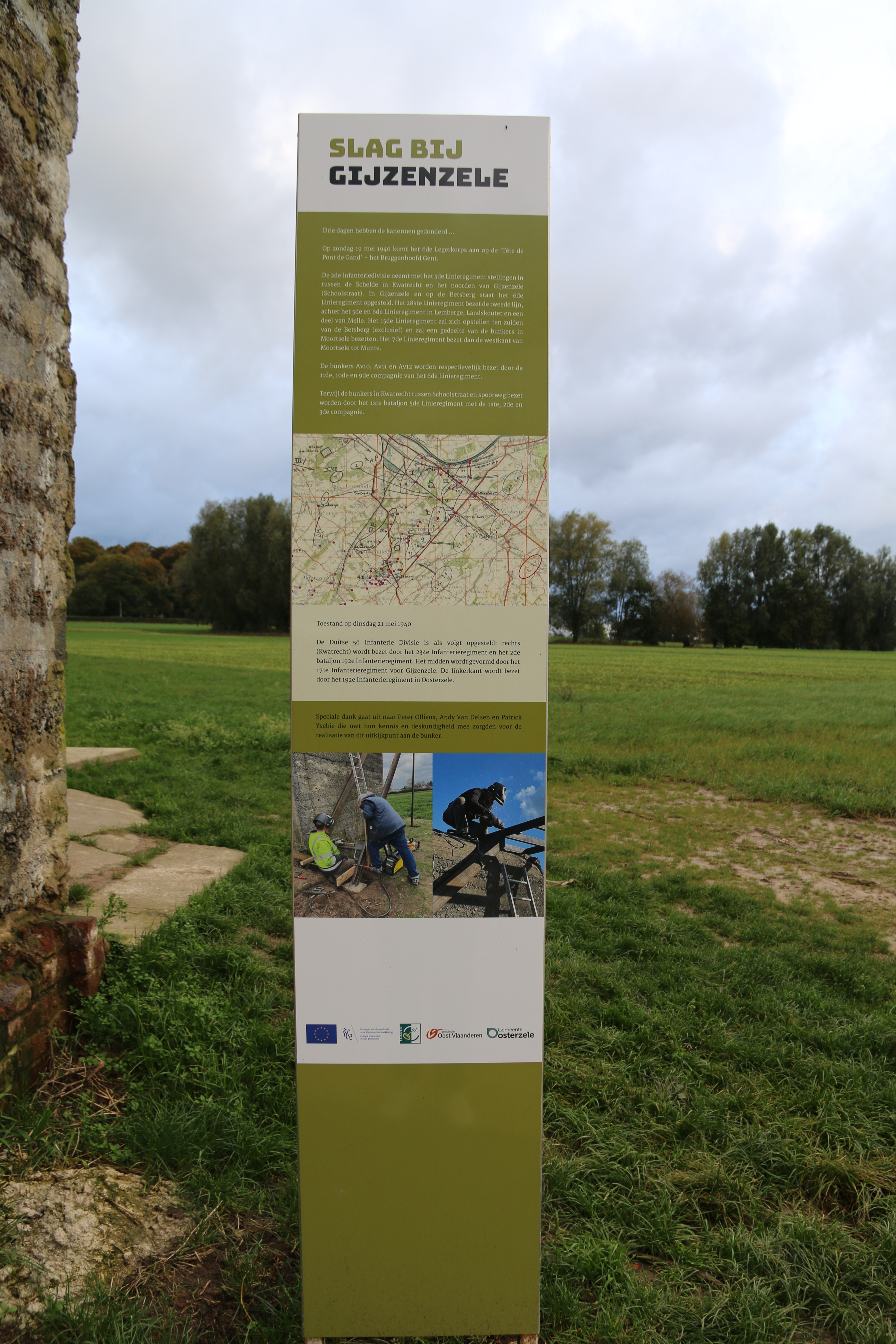
Infozuil slag om Gijzenzele bij Bunker A33

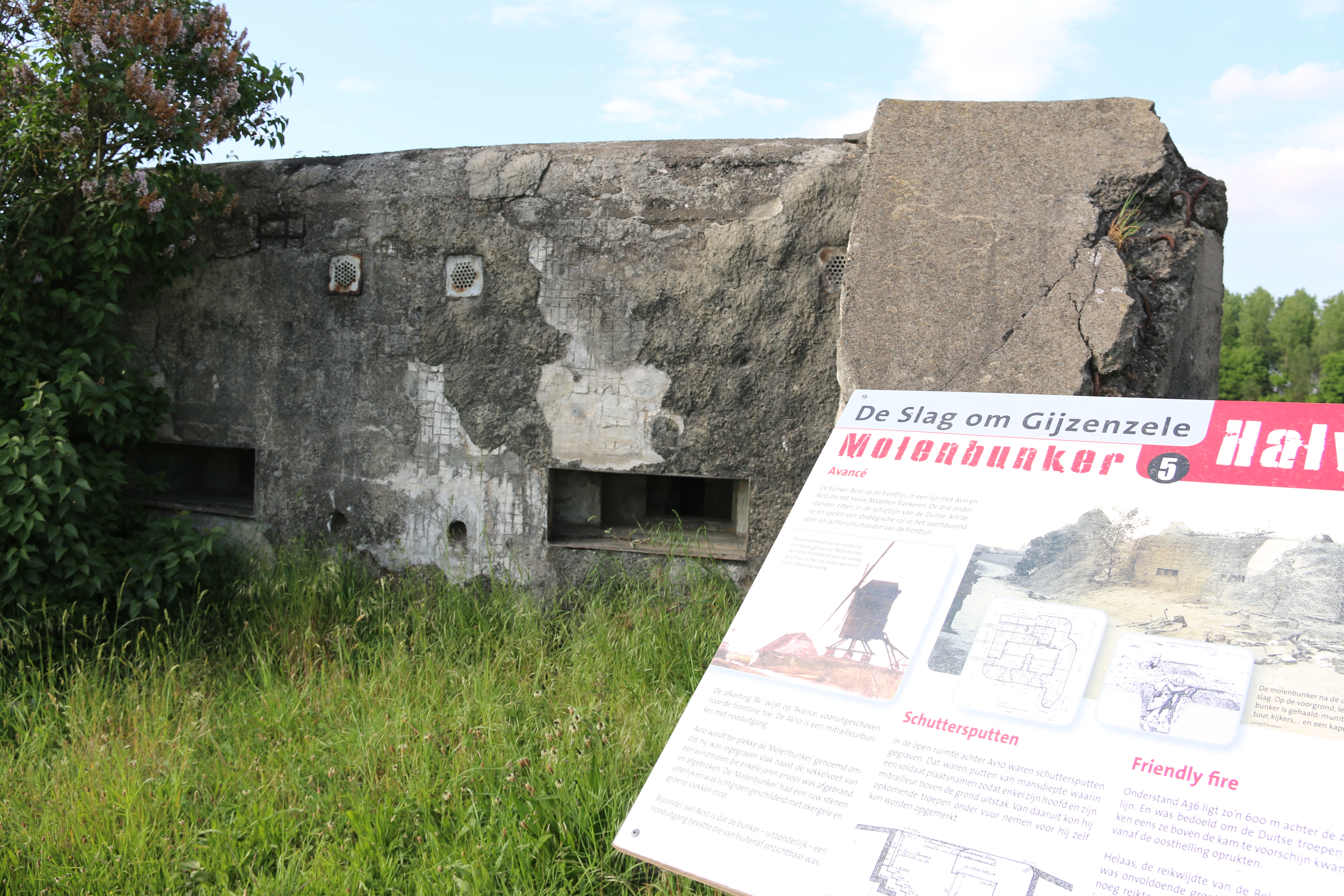
Infobord slag om Gijzenzele bij de Molenbunker

De Slag bij Gijzenzele of Slag om Gijzenzele was een militaire verdedigingsactie bij het Belgische Gijzenzele en Kwatrecht tijdens de Achttiendaagse Veldtocht,  vroeg in de Tweede Wereldoorlog. Van 19 mei tot 23 mei 1940 werd daar hevig gevochten rond het Bruggenhoofd Gent. In Kwatrecht sneuvelden 35  Belgische militairen, in Gijzenzele waren er dat 24 en één burger. Aan Duitse kant vielen 279 doden en bijna 600 gewonden. 

## Achtergrond
Tijdens de Achttiendaagse Veldtocht probeerden de geallieerden telkens een verdedigingslinie te houden. Telkens wisten de Duitsers die ergens te breken, waarna de geallieerden terugvielen op een nieuwe, achterliggende linie. Bruggenhoofd Gent werd na het terugtrekken vanaf de KW-linie volledig gevuld door het Belgische leger in de zone tussen Kwatrecht en Semmerzake. De Belgische linie wist vanaf 20 mei 1940 tot de nacht van 22 mei 1940 stand te houden tegen de 56e Duitse infanteriedivisie. 

## Verloop
Op zondag 19 mei kwam het 6de Linieregiment van het Belgische leger (waaronder eerste sergeant François Zaunbreckers) aan en verdedigde de sector Gijzenzele — Betsberg van het Bruggenhoofd Gent. Op 21 mei 1940 bereidde de 9de compagnie zich voor om de door de Duitsers bezette bunkers te heroveren. Ondanks terreinwinst verzandde het offensief in een heen-en weergevecht in en rond het ‘Halvemaanbosje’. Even na de middag bestookte Duitse artillerie massaal het dorp Gijzenzele. Duitse duikbommenwerpers (Stuka's) voerden enkele duikvluchten uit op Gijzenzele en de Betsberg. Tegen de avond van 22 mei 1940 was alle Belgische weerstand aan het Bruggenhoofd Gent gebroken.
Het 5de Linieregiment hield tussen 20 en 23 mei 1940 een  verdedigingslijn in Kwatrecht (Wetteren) en Gijzenzele (Oosterzele).
Wegens een doorbraak elders kwam in de nacht van 22-23 mei het bevel terug te vallen op een nieuwe linie en werden de stellingen verlaten.

## Herdenking
De acht plaatselijke bunkers (waaronder Bunker A33 (sinds 2023 met uitkijkplatform en infozuil over de Slag bij Gijzenzele) en Bunker A10 (Molenbunker) met infobord) bleven over; de wandelroutes "Bunkerroute" en "Halvemaanroute" voeren erlangs. In Schaarbeek herinnert een Kwatrechtstraat (Rue de Quatrecht) aan deze episode. In Kwatrecht en in Gijzenzele is een oorlogsmonument gewijd aan de slag.  In 2023 werd aan school Mariagaard een monument opgericht. 